# Bulin
Bulin (auch Buline, Buleine oder Bulien) ist ein Haltetau für ein Rahsegel. Mit ihm wird das Luvseitenliek, die dem Wind zugewandte Seitenkante eines Rahsegels, am Bugspriet befestigt. Es dient also dem Trimmen des Segels und wird besonders bei sehr bauchigen Segeln und auf Am-Wind-Kurs verwendet.